# Martinikerk (Mühlhausen)
De protestantse Martinikerk (Duits: Martinikirche) is gelegen aan de August-Bebel-Straße 66 in Mühlhausen, Thüringen.

## Geschiedenis
De naam van de kerk komt voor het eerst in een nalatenschapsdocument uit 1358 voor. De kleine zaalkerk had aanvankelijk geen koor en werd in 1364 door de Duitse Orde overgenomen en vergroot met een koor en toren.
De van buiten toegankelijke, zich op de begane grond van de kerktoren bevindende kapel, werd in de tweede helft van de 15e eeuw van muurschilderingen voorzien.
In 1735 werd de vakwerk bekroning van de toren gebouwd. Het kerkgebouw kreeg in 1870 het spitsbogige tongewelf.
De in Mühlhausen geboren kunstschilder Carl Gottfried Pfannschmidt vervaardigde het altaarschilderij; het is het enige schilderij dat hij voor zijn geboorteplaats maakte.
De Martinikerk is sinds 2007 een jeugdkerk.